# Wallis-et-Futuna pendant la Seconde Guerre mondiale
Vous lisez un « article de qualité » labellisé en 2022.
La Seconde Guerre mondiale à Wallis-et-Futuna est une période de nombreux bouleversements pour ce territoire sous protectorat français situé dans le Pacifique.
Ces îles ne sont pas le théâtre de combats, mais souffrent de l'isolement complet pendant dix-sept mois, du 1er janvier 1941 au 27 mai 1942. Après la reddition de la France à l'Allemagne le 22 juin 1940, l'évêque Alexandre Poncet et le résident de France Léon Vrignaud font en effet le choix de rester fidèles au régime de Vichy, alors que toutes les autres possessions françaises en Océanie (Nouvelles-Hébrides, Nouvelle-Calédonie, Établissements français de l'Océanie) rejoignent la France libre ; les îles avoisinantes (Tonga, Samoa occidentales et américaines, Tokelau, îles Gilbert et Ellice) sont administrées par des puissances alliées. Le ravitaillement cesse et la lointaine Indochine française ne peut pas apporter de soutien. Une première reconquête de Wallis-et-Futuna est ordonnée par le général de Gaulle en février 1941, mais éventée auprès du résident, elle est reportée. L'avancée japonaise dans le Pacifique et l'entrée en guerre des États-Unis après l'attaque de Pearl Harbor le 8 décembre 1941 changent la donne : la guerre du Pacifique éclate et Wallis devient un point stratégique pour les Américains face au Japon. La prise de Wallis est alors organisée conjointement par les Alliés.
Le 27 mai 1942, l'île de Wallis est investie par la France libre et l'armée américaine le lendemain. Les États-Unis y installent une base militaire. Au total, plus de 4 000 militaires américains sont présents à Wallis, doublant la population de l'île. De nombreuses infrastructures sont construites : aérodrome, routes, port, hôpital, etc. Les Américains apportent également avec eux de nombreux biens matériels et de l'argent : les Wallisiens découvrent la société de consommation, et les structures traditionnelles religieuses et coutumières sont fragilisées par ces changements. Les autorités françaises sont également en perte de prestige face à la puissance américaine. Les Américains ont d'abord une vision assez négative des Wallisiens, même si les rapports s'améliorent au fil du temps ; certaines femmes ont même des enfants de soldats américains, au grand dam de la mission catholique qui cherche à contrôler les mœurs des fidèles. À l'inverse, Futuna, beaucoup plus isolée, n'est pas occupée par les Américains et reste largement à l'écart de ces mutations. La population futunienne vit de l'agriculture vivrière face à la pénurie de produits de première nécessité.
En février 1944, l'intérêt stratégique de Wallis a diminué et les États-Unis commencent à rapatrier leurs troupes. En juin 1944, seule une douzaine de soldats reste sur place : le rêve américain prend fin, laissant la société wallisienne bouleversée. Une crise économique débute, la population devant se remettre au travail dans les plantations. Les autorités politiques sont elles aussi très fragilisées et les années suivantes sont marquées par une forte instabilité. Un lieutenant américain tente même en 1946 de revendiquer l'annexion de Wallis par les États-Unis, avant le départ des dernières troupes. Pendant cette période, l'émigration des Wallisiens et des Futuniens vers la Nouvelle-Calédonie débute : ce phénomène s'accentue après-guerre et est à l'origine de l'implantation d'une importante communauté en Nouvelle-Calédonie. Le protectorat de Wallis-et-Futuna devient de moins en moins adapté aux nouvelles réalités du territoire, et après un référendum en 1959, Wallis-et-Futuna devient un territoire d'outre-mer en 1961.

## Contexte géographique et historique

### Organisation politique, économique et sociale

Localisation de Wallis-et-Futuna en Océanie.

Les îles de Wallis et de Futuna (ainsi que l'île voisine d'Alofi) sont situées en Polynésie centrale, dans l'océan Pacifique. Elles comptent environ 6 775 habitants à la fin des années 1930, dont 2 000 à Futuna. Converties au catholicisme par des missionnaires maristes français dans les années 1840, ces îles sont rassemblées sous la protection de la France dans le protectorat de Wallis-et-Futuna à partir de 1888. Trois pouvoirs sont en présence : avec l'administration française (dont la présence très réduite se limite à un résident de France et à son chancelier) et la puissante mission catholique, ces îles sont gouvernées par des rois coutumiers : le Lavelua à Uvea (Wallis), le Tu'i Sigave et le Tu'i Agaifo dans les deux royaumes de Futuna. Toutefois, de 1934 jusqu'à 1941, le royaume d'Uvea n'a plus de souverain et c'est le premier ministre coutumier (kalae kivalu) qui a le plus haut rôle dans la chefferie wallisienne. Futuna est plus isolée et plus indépendante de l'administration française.
| - L'île de Wallis ('Uvea). - Futuna et Alofi (îles Horn). |

Les habitants polynésiens locaux (qui représentent la très grande majorité de la population) vivent de la pêche et de l'agriculture vivrières dans un réseau d'échanges organisé autour du don et du contre-don, ponctué de grandes cérémonies coutumières. L'exportation de coprah représente l'unique activité commerciale des deux îles, mais elle s'effondre dans les années 1930 à cause d'un parasite. La présence européenne se limite au résident de France et sa famille, un chancelier, quelques marchands et plusieurs missionnaires.

### Situation géographique
Les îles les plus proches sont les Tonga au sud (protectorat britannique de 1900 à 1970), les Fidji (colonie britannique de 1874 à 1970) au sud-ouest, les îles Ellice et îles Gilbert (protectorats britanniques de 1892 aux années 1970), actuels Tuvalu et Kiribati) au nord, Tokelau (protectorat britannique, inclus dans les îles Gilbert et Ellice en 1916) au nord-est, et les Samoa à l'est, divisées entre les Samoa allemandes (1900-1914), qui passent sous souveraineté néozélandaise en 1920, et les Samoa américaines (1899-aujourd'hui). Le protectorat français est donc entouré de possessions britanniques ou américaines. Le commerce du coprah avec les Fidji et d'autres territoires sous influence britannique est rompu dans les années 1930 et Wallis-et-Futuna se tourne davantage vers la Nouvelle-Calédonie. En 1935, la création du vicariat apostolique de Wallis-et-Futuna continue d'isoler le territoire du monde anglo-saxon et de le rapprocher de Nouméa.
Les possessions françaises les plus proches sont les Nouvelles-Hébrides (condominium franco-britannique de 1907 à 1980) et la Nouvelle-Calédonie, colonie conquise en 1853 et qui devient un territoire d'outre-mer en 1944. Les établissements français de l'Océanie (actuelle Polynésie française), colonie de 1880 à 1946, sont encore plus éloignés de Wallis-et-Futuna.

## Wallis-et-Futuna, dernière terre française du Pacifique fidèle à Vichy
Le 3 septembre 1939, la France et le Royaume-Uni déclarent la guerre à l'Allemagne, à la suite de l'invasion de la Pologne : c'est le début de la Seconde Guerre mondiale. Après plusieurs mois de « drôle de guerre », la bataille de France débute le 10 mai et tourne largement à l'avantage du Troisième Reich. Le maréchal Pétain devient président du conseil le 16 juin 1940 et appelle à cesser le combat, tandis que le général de Gaulle lance le 18 juin un appel à résister contre l'ennemi et crée, depuis le Royaume-Uni, la France libre.

### Refus de la France libre

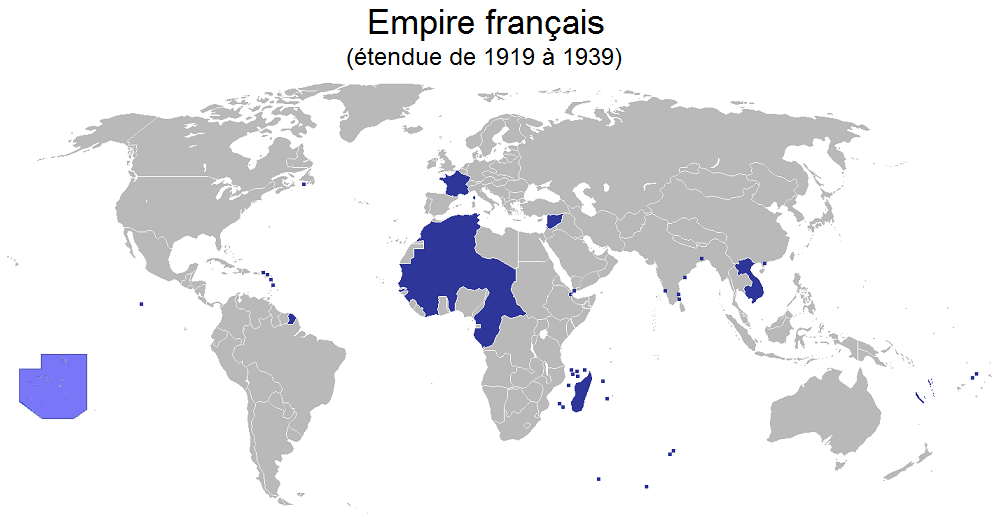
L'empire colonial français durant l'entre-deux-guerres (1919-1939).

Après l'armistice signé entre la France et l'Allemagne le 22 juin 1940, les territoires français du Pacifique se rallient au général de Gaulle : les Nouvelles-Hébrides le 20 juillet 1940, les établissements français de l'Océanie (EFO) le 1er septembre et la Nouvelle-Calédonie le 19 septembre 1940. Henri Sautot, nommé par de Gaulle gouverneur de Nouvelle-Calédonie, annonce en octobre que Wallis-et-Futuna passe sous son autorité ; mais cela est refusé par Alexandre Poncet, évêque de Wallis-et-Futuna. Poncet est un antirépublicain et pétainiste convaincu : il refuse catégoriquement de rejoindre la France libre. Cette position est partagée par d'autres évêques catholiques dans la région.
À la suite de la déclaration de guerre en 1939, le résident de France Lamy quitte Wallis. Son successeur Léon Vrignaud, arrive à Wallis en juillet 1940 et cherche avant tout à préserver les intérêts du territoire. Passé par Port-Vila, il a assisté au ralliement des Nouvelles-Hébrides et adopte d'abord une posture attentiste. Il doit concilier les positions opposées de la mission, vichyste, et d'un commerçant influent sur l'île, partisan du général de Gaulle. Il veut également obtenir au plus vite du ravitaillement. Sans qu'il soit possible de déterminer s'il le fait par souci de bonne entente avec l'évêque, ou par conviction, Vrignaud refuse lui aussi le ralliement à la France libre. Cette position est transmise à Henri Sautot début octobre 1941.
L'historien Jean-Marc Regnault estime que le refus de la France libre est essentiellement le fait des quelques Européens résidant sur l'île : l'évêque, le résident Vrignaud et le chancelier Alexis Bernast, « sans tenir compte de l'avis ou de l'intérêt des populations locales ». Regnault explique le refus catégorique de l'évêque : « pour les responsables catholiques, le problème du ravitaillement est secondaire par rapport à l'idéologie. Si les habitants des îles manquent de produits importés, ils retourneront cultiver la terre et pêcher ». D'ailleurs, un message radio envoyé d'Indochine française le 16 avril 1941 félicite « les Français de Wallis d'avoir accepté la famine plutôt que la farine qu'ils auraient pu facilement obtenir de Nouméa s'ils s'étaient ralliés à la dissidence ».
Si certains chefs wallisiens ont pu se montrer favorables au général de Gaulle, « pour les autochtones, la France devait rester une abstraction et les querelles Londres-Vichy ne les concernaient pas », écrit Regnault. Le ralliement des Wallisiens à la cause gaulliste est donc, pour Regnault, une « légende ».

### Isolement
Wallis-et-Futuna se retrouvent alors très isolés : le territoire est la dernière possession française du Pacifique à rester fidèle au régime de Vichy. Wallis devient coupée de ses voisins (Tonga, Samoa, Fidji), qui ont rejoint le camp des alliés. De même, les communications télégraphiques entre Futuna et Wallis sont coupées. Plus aucun navire n'aborde l'île pendant 17 mois à partir du 1er janvier 1941, après le dernier passage du navire Polynésien le 27 décembre.
L'unique moyen d'obtenir des vivres est de faire appel aux colonies françaises en Asie (Indochine française), distantes de plusieurs milliers de kilomètres ; ce n'est qu'après plusieurs mois qu'une liaison télégraphique est établie, en mars 1941. L'évêque Alexandre Poncet annonce alors à l'amiral Jean Decoux la fidélité de Wallis-et-Futuna au régime de Vichy. La situation financière du protectorat est « désastreuse » et les caisses sont presque vides. Le résident demande sa subvention pour 1941, ce qui lui permettrait d'acheter du ravitaillement auprès des Américains à Samoa. à la suite des demandes répétées de Vichy, les Américains finissent par accepter le principe de ce ravitaillement, avant de se rétracter après l'attaque japonaise de Pearl Harbor qui fait entrer les États-Unis dans la guerre. Les réserves de marchandises, d'essence ou d'huile diminuent.
Dans ce contexte ont lieu les commémorations religieuses des 100 ans de la mort de Pierre Chanel, missionnaire venu évangéliser Futuna dans les années 1840.

## Ralliement à la France libre et installation d'une base américaine

### Premiers projets de reconquête

Face à l'avancée japonaise dans le Pacifique (en orange sur la carte), Wallis devient un lieu stratégique pour l'armée américaine, qui y installe une base en mai 1942.

Le général de Gaulle ordonne début 1941 la reconquête de Wallis, craignant de voir l'île tomber dans les mains allemandes. L'opération est validée par le général le 22 février 1941, mais retardée pendant un an en raison d'une fuite d'informations (le résident Vrignaud apprend les projets de débarquement) et divers soucis techniques.
Le 16 mars 1941, les chefs coutumiers wallisiens élisent le premier ministre coutumier (kivalu) Leone Matekitoga comme Lavelua (roi d'Uvea). En raison de la guerre, cette information n'est pas transmise aux forces alliées. Pour l'historien Jean-Marc Regnault, le rétablissement de la royauté coutumière à Uvea (interrompue depuis 1934) a été décidé par le résident et l'évêque afin de souder la population wallisienne autour du régime de Vichy - bien que le nouveau roi refuse de prêter serment au maréchal Pétain.

### Guerre du Pacifique et négociations interalliées
Le 8 décembre 1941, à la suite de l'attaque de Pearl Harbor par le Japon, s'ouvre la guerre du Pacifique. L'empire du Japon progresse en Mélanésie, occupant une partie de la Nouvelle-Guinée et des îles Salomon. Pour faire face à la menace japonaise, les Américains établissent des bases dans plusieurs îles de Polynésie. Wallis prend alors une importance stratégique soudaine : sa situation près des Samoa occidentales (occupées par les États-Unis en mai 1942) et des Fidji, permet aux avions américains de surveiller la zone et d'empêcher les Japonais d'y pénétrer. Cette avancée japonaise inquiète également le général de Gaulle, qui craint la perte des territoires français. De Gaulle entame des discussions avec les Alliés, notamment l'Australie, pour organiser la défense des possessions françaises du Pacifique. Georges Thierry d'Argenlieu est nommé haut-commissaire de la France au Pacifique.
En février 1942, 5 000 soldats américains s'installent à Bora-Bora et en mars, l'armée américaine installe son quartier général pour le Pacifique Sud à Nouméa.
Le commandement américain décide d'installer une base à Wallis. Les négociations entre les Alliés et De Gaulle sont difficiles : derrière la question de la récupération des colonies se pose le problème de qui les administrera, et comment, le système centralisé français étant très différent de l'indirect rule anglo-saxonne. De Gaulle insiste pour que, partout, soit respectée la souveraineté française. Il est donc primordial pour lui que la France libre prenne le contrôle de Wallis avant l'armée américaine. Jean-Marc Regnault souligne que « l'entente entre la France libre et les forces américaines est précaire ». Les Britanniques souhaitent également attendre l'arrivée des Américains en Nouvelle-Calédonie avant de lancer une expédition à Wallis. Des divisions politiques au sein de la Nouvelle-Calédonie ralentissent également l'opération : s'opposant à une centralisation du pouvoir, le gouverneur Henri Sautot est renvoyé à Londres le 5 mai 1942.
Début mai 1942, le vice-amiral Robert L. Ghormley annonce à D'Argenlieu que les États-Unis ont décidé d'investir Wallis. La France libre a peu de temps pour monter une expédition et se joindre à la flotte alliée.

### Chronologie des événements

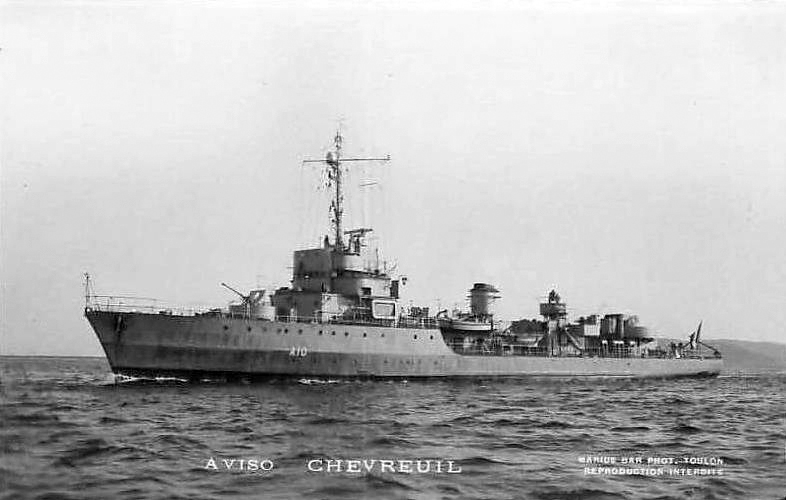
Le Chevreuil, aviso de la France libre, débarque à Mata Utu le 27 mai 1942, un jour avant les américains pour affirmer la souveraineté française sur Wallis.

Le plan initial des Américains prévoit que leur flotte entre dans le lagon de Wallis le 28 mai, avec à sa tête un navire de la France Libre, l'aviso Chevreuil. Cependant, le lieutenant de vaisseau Fourlinnie décide d'outrepasser les ordres et entre un jour avant la date prévue, afin d'affirmer la souveraineté française sur Wallis-et-Futuna. Les forces alliées ignorent si les Japonais sont là, et se préparent à d'éventuels combats en débarquant.

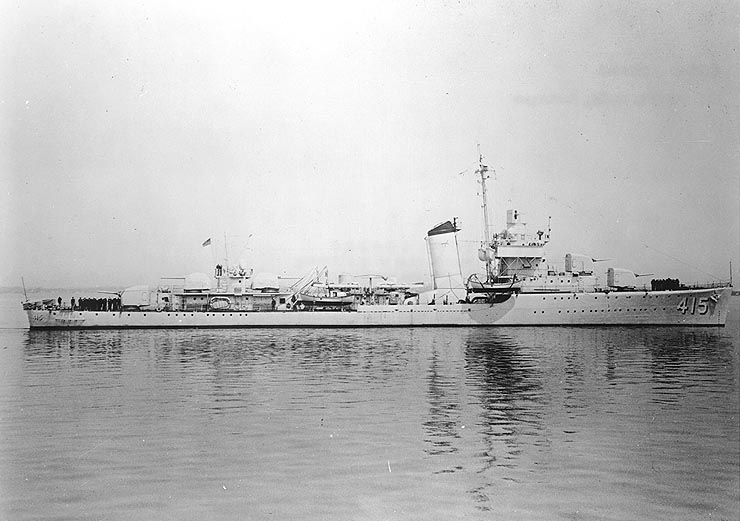
L' accompagne les troupes américaines qui débarquent à Mata Utu le 28 mai 1942.

Le 27 mai 1942, l'aviso Chevreuil, de la France Libre, franchit la passe Honikulu (au sud) et entre dans le lagon de Wallis. Un corps expéditionnaire conduit par le capitaine Molina (de son vrai nom Jean José España) débarque sur l'île. Ils sont accueillis par le résident Léon Vrignaud, qui accepte de se rendre, puis par l'évêque Alexandre Poncet, qui considère que l'événement est une catastrophe, mais affirme aux nouvelles autorités qu'il ne gênera pas leur mission. Le roi coutumier Leone Matekitoga assure les autorités de son loyalisme au général de Gaulle, et le capitaine Molina lui décerne la croix de Lorraine. Le ralliement à la France libre se fait sans aucune violence. Le poste de radio est mis en sécurité et Jean-Baptiste Mattei devient le nouveau résident de France.
Le lendemain (28 mai 1942), les Américains débarquent. Les soldats américains ont attendu trois semaines à Pago Pago aux Samoa américaines le temps des tractations diplomatiques, puis sont allés à Apia avant de rejoindre Wallis le 25 mai 1942. Les navires USS Swan et USS Summer sont choisis pour leur petite taille qui leur permet de franchir la passe Honikulu ; ils sont accompagnés du destroyer américain O'Brien et du navire néozélandais HMNZS Achilles. Les soldats proviennent essentiellement du 8e bataillon de défense de marine. Wallis reçoit les noms de code Strawboard, Atom et Lameduck.
Futuna est ralliée à la France libre deux jours plus tard, mais n'est pas investie par les Alliés.
La nouvelle est d'abord tenue secrète par les Alliés. Toutefois, pour remédier aux problèmes financiers du protectorat, le capitaine Molina vend des timbres de Wallis-et-Futuna portant la date du jour et la mention France libre. Les lettres envoyées éventent la nouvelle de la prise de Wallis auprès de Vichy, qui l'apprend le 18 août 1942.

## Wallis au temps desAmelika(1942-1944)

### L'arrivée de la civilisation technologique
Le commandement américain fait débarquer 2 000 GI sur l'île, et leur nombre s'élève en moyenne à 4 000 durant les deux années suivantes, montant jusqu'à 6 000 à certaines périodes. En juin 1942, des militaires du génie (seabees) arrivent sur l'île. Les Américains construisent de nombreuses infrastructures : une base aérienne à Hihifo pour bombardiers et une autre à Lavegahau, construites au bulldozer (un engin jamais vu sur l'île), une hydrobase à la pointe Muʻa, un port à Gahi (construit avec des pierres volcaniques, du bois et du sable locaux) et un hôpital de 70 lits, ainsi que des routes. Ils acheminent une quantité importante d'armements, DCA, avions, tanks, etc. En revanche, Futuna n'est pas investie par les Américains.
L'armée américaine construit notamment une piste d'atterrissage à Hihifo. Le génie militaire de l'US Navy commence la construction d'une piste de 6 000 pieds (1 828,8 m) pour être utilisée par des bombardiers lourds Alliés. L'aérodrome est opérationnel à partir d'octobre 1942. Il devient dans les années 1960 l'aéroport de Wallis-Hihifo. L'armée trace également des routes dans l'île, dont une qui traverse une forêt considérée comme sacrée pour les Wallisiens, le vao tapu autour du lac Lalolalo.
Des aumôniers catholiques américains sont présents, ce qui facilite les relations de la mission avec l'armée américaine. Dans le même temps, la crainte d'une attaque japonaise reste persistante : « Dès l’arrivée des Américains à Wallis, on pouvait craindre des raids aériens sur cette île, et même la possibilité d’une attaque par mer n’était pas exclue (…) le danger était donc évident », relate Alexandre Poncet.

### Bouleversements de la société wallisienne

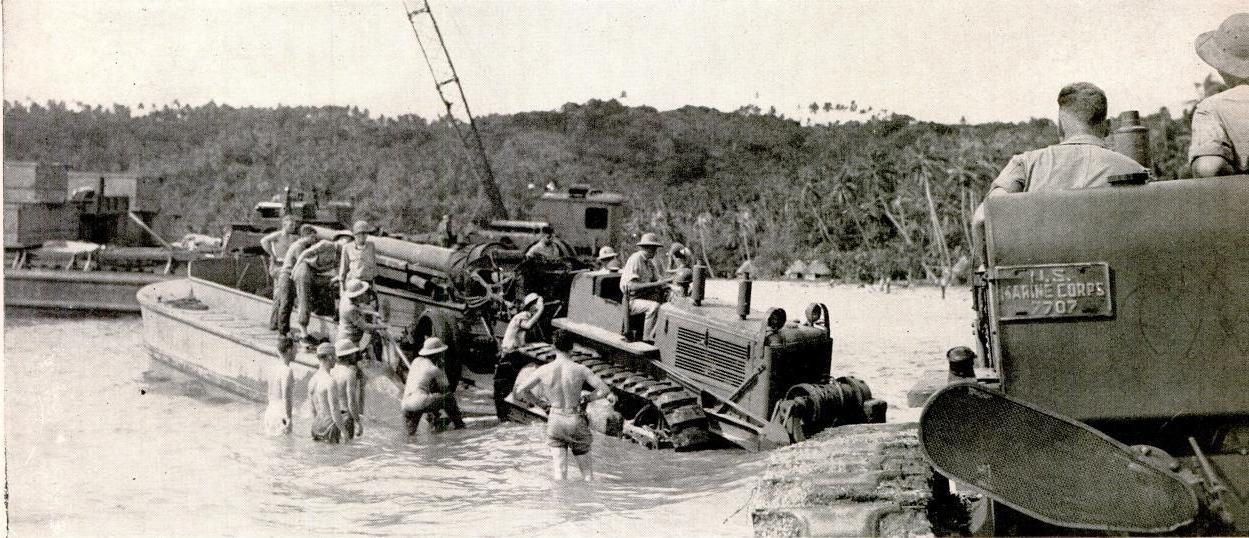
L'armée américaine débarque un canon de 155 mm dans la baie de Gahi. Photo publiée à New York dans Life Magazine le 24 août 1942 (sans que le lieu ne soit divulgué).

Cette période a de profondes répercussions sur la société wallisienne. En plus des nombreuses infrastructures et matériels apportés par les GI (soldats américains), ces derniers arrivent avec un important pouvoir d'achat en dollars, et Wallis est reliée par avion et bateau aux îles Samoa. En conséquence, écrit l'historien Frédéric Angleviel, « il en résulte une extraordinaire prospérité économique à la fois inattendue, brève et sans lendemain. Une véritable folie de consommation s’abat sur l’île malgré les efforts de réglementation de la résidence ». Les recettes fiscales du protectorat augmentent grandement grâce aux taxes douanières sur les produits américains. Les Américains introduisent les boîtes de conserve, notamment le corned beef (appelé tini pipi en wallisien). Les Wallisiens en sont très friands, tandis que les Américains raffolent de la viande fraîche procurée par les animaux vivant sur l'île. Les Américains introduisent le travail salarié, encore inconnu sur l'île : de nombreux hommes sont recrutés en tant que manœuvres et plus de 500 femmes comme blanchisseuses. L'historienne néo-zélandaise Judith A. Benett indique néanmoins que les 250 travailleurs wallisiens employés par les Américains sont parmi les moins bien payés de tout le Pacifique, à 20 cents de l'heure.
Outre l'arrivée soudaine de la société de consommation sur l'île, la présence des Américains bouleverse l'autorité de la chefferie, de la résidence et des missionnaires. En effet, les roturiers (tuʻa) s'enrichissent rapidement en travaillant pour l'armée américaine et renversent la hiérarchie sociale dominée par les nobles ('aliki). En conséquence, l'administration française se voit obligée de revaloriser de 1 000 % l'indemnité des chefs en 1943. Un officier américain participe également à toutes les réunions de la chefferie coutumière.
L'administration française perd de son prestige face à la puissance américaine, et ce même si les recettes du protectorat augmentent très fortement : entre les taxes douanières, les amendes, les impôts de capitation et les patentes des blanchisseuses, le budget dégage 500 000 francs d'excédents.
La mission catholique perd également de son pouvoir. Si l'ancien résident Joseph Vrignaud et son chancelier Alexis Bernast sont exilés à Tahiti en juin 1942, l'évêque Alexandre Poncet reste en poste malgré son allégeance au régime de Vichy. Les pères maristes tentent de contrôler les mœurs de la population uvéenne, mais les amendes exigées par la mission catholique ne sont plus dissuasives, car il est possible de les payer facilement en dollars.
Sur le plan humain, les premiers contacts entre Américains et Wallisiens entraînent une épidémie de grippe en juin 1942 qui tue 27 personnes. Les Américains ont au départ une perception très négative des Wallisiens, les considérant fainéants et porteurs de maladies contagieuses (tuberculose, pian, lèpre et filariose). Soixante-dix lépreux sont mis en quarantaine sur l'îlot de Nukuatea et les médecins américains examinent toute la population wallisienne. Des relations amoureuses et sexuelles se développent entre GI et wallisiennes. La perception est assez différente : l’Église se plaint d'un relâchement des mœurs et des actes mole katoliko (« pas catholiques »), tandis que les Américains trouvent les femmes wallisiennes très farouches. Plusieurs enfants métis naissent de ces unions. Des cas de prostitution sont également répertoriés. Toutefois, des liens d'amitié se nouent entre la population locale et les soldats et les relations s'améliorent.

### La fin du rêve américain
Après la victoire américaine de Guadalcanal et la conquête de Tarawa, la présence américaine en Polynésie perd de son importance stratégique. En février 1944, le démantèlement puis l'évacuation des bases américaines aux Samoa et à Wallis débute. Les soldats quittent 'Uvea,. Il ne reste plus que 300 soldats en mars et seulement douze Américains en juin 1944 à 'Uvea. L'armée américaine se débarrasse de ses équipements et ses munitions dans plusieurs lacs, notamment le lac Lalolalo. En avril 1946, les derniers Américains quittent Wallis. La période fastueuse de richesse et de gaspillage s'interrompt aussi brutalement qu'elle a commencé. Les Wallisiens se retrouvent face à des difficultés économiques : les cultures vivrières ont été négligées, les plantations de cocotier ont été abandonnées faute d'export du coprah, et les volailles sont menacées de disparition. Le lagon a également été abîmé par la pêche à la dynamite. La population doit se remettre à l'agriculture, mais « les Wallisiens acceptent difficilement le retour à une économie quasi autarcique ».

## L'isolement de Futuna pendant la Seconde Guerre mondiale

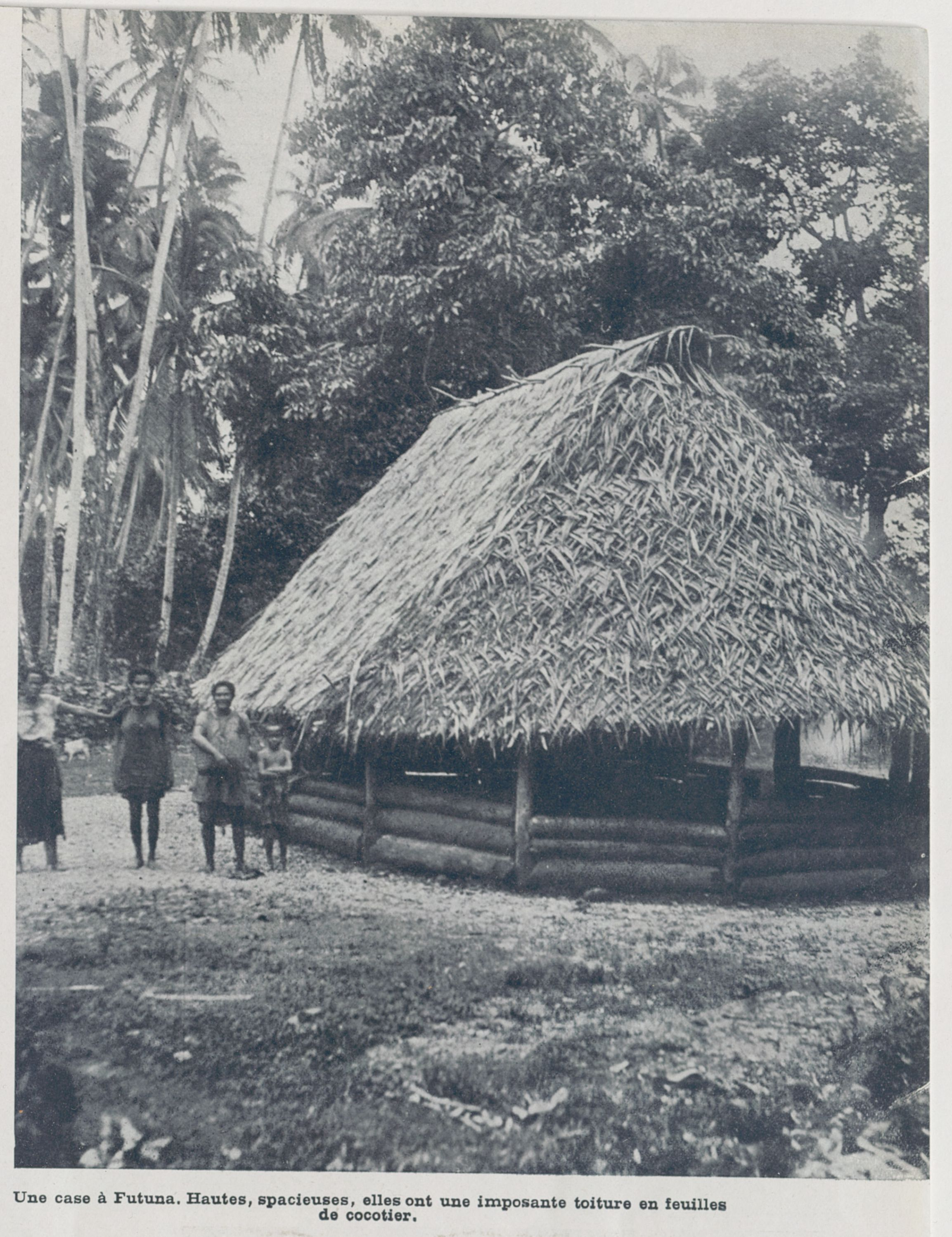
Une habitation traditionnelle à Futuna photographiée en 1937.

Futuna, déjà difficile d'accès en temps normal, et dépourvue de station de radio, se trouve dans une situation encore plus délicate durant la Seconde Guerre mondiale puisqu'elle est totalement isolée et coupée du monde extérieur. Pendant deux ans, l'administration française et la mission à Wallis n'ont aucune nouvelle de Futuna et les habitants, privés des denrées de premières nécessité (farine, blé, huile, tissus...), survivent uniquement grâce à l’agriculture vivrière. Le résident Jean-Baptiste Mattei, visitant l'île en 1943, est frappé par la « misère effrayante » que subissent les habitants.
L'arrivée des Américains fin mai 1942 rompt quelque peu cet isolement, mais Futuna n'est pas occupée par l'armée américaine et reste très à l'écart. L'évêque Alexandre Poncet est emmené par un navire américain à Futuna le 10 novembre 1942 et en repart le 21 décembre.
Le père O'Reilly écrit : « [1945] Sans aucune liaison maritime, Futuna, sans farine sans sucre, sans remèdes et sans habits, connaît des jours difficiles. […] Le 23 juin 1946, un sous-marin américain de passage à Futuna donna à la mission, sans ravitaillement depuis 2 ans, un peu de farine ». Un hydravion anti sous-marins rompt l'isolement de Futuna en emmenant 45 autochtones en Nouvelle-Calédonie : ils sont les premiers Futuniens à s'engager hors de leur île natale.
Durant la guerre, un des marchands de coprah aurait profité de la situation pour escroquer les Futuniens, en échangeant du tissu pour les vêtements contre des parcelles de cocotiers. Il aurait même, selon Marcel Gaillot, troqué des sacs de coprah en guise de vêtements. À l'époque, la société futunienne n'est pas du tout monétarisée. Cependant, en 1945, le résident Mattei oblige ce commerçant à rendre les parcelles acquises frauduleusement. Frédéric Angleviel indique que les Futuniens sont « bien encadrés par leurs deux chefferies et la mission ». La production de coprah continue et à la fin de la guerre, les Futuniens le vendent à un bon prix. Néanmoins, la société Burns Philp n'ayant plus d'approvisionnement et ayant fermé son magasin en 1940, les habitants ne peuvent pas utiliser cet argent pour acquérir des biens de première nécessité.
Marcel Gaillot indique que Futuna est finalement reliée au monde extérieur uniquement en 1968, quand un aérodrome est construit à Vele. Jusqu'à cette période, les denrées et les courriers sont lâchés par avion ; l'unique moyen de communiquer est la radio. L'isolement de Futuna se poursuit donc tout au long des années 1950 et 1960. Angleviel parle de « quasi-abandon » pour qualifier cette situation.

## Conséquences

### Crises économiques, sociales et politiques
Les bouleversements provoqués par la présence américaine à Wallis ont des impacts profonds sur les plans économique, politique et social. Les années 1950 sont d'ailleurs marquées par une forte instabilité politique (cinq rois coutumiers se succèdent de 1945 à 1959). Le 25 mars 1946, le lieutenant américain Zinchek, qui commande les douze derniers soldats américains restés à Wallis, apporte une pétition demandant « l’annexion de Wallis aux États-Unis et le départ des Français ». Finalement, Zinchek est rappelé par le commandement américain, mais cette crise a des répercussions coutumières. En avril 1947, le Lavelua Leone Matekitoga est destitué. Pelenato Fuluhea, originaire de Mu'a, lui succède. Trois ans plus tard, en 1950, un mouvement social l'oblige à démissionner. L'administration française sort également affaiblie de cette période, face à la démonstration de la puissance américaine. Pour l'historien Frédéric Angleviel, « l'équilibre des pouvoirs est rompu ».
Le départ des Américains laisse l'économie wallisienne en crise, et si les exportations de coprah reprennent en 1948, elles ne font que décliner pendant les années 1950. « Faute d'argent et de coprah », la société Burns Philp quitte l'archipel après la guerre et en 1947, la société Lavoix de Nouméa la remplace. C'est Victor-Emmanuel Brial qui a la charge du comptoir. Ses frères Benjamin Brial à Wallis et Cyprien Brial à Futuna le remplacent en 1950. En 1950, les établissements Ballande, implantés en Nouvelle-Calédonie, ouvrent une succursale à Wallis : c'est la deuxième société commerciale française qui s'y établit. De nombreux problèmes financiers ont lieu à la suite de la construction des infrastructures après l'occupation américaine qui n'ont pas les moyens d'être entretenues. La monétarisation importante des sociétés wallisienne et futunienne, tout comme dans les autres possessions françaises du Pacifique, entraîne la création du franc Pacifique en 1945 pour maintenir la parité avec le dollar, alors que le franc français a été dévalué.

### Conséquences à long terme

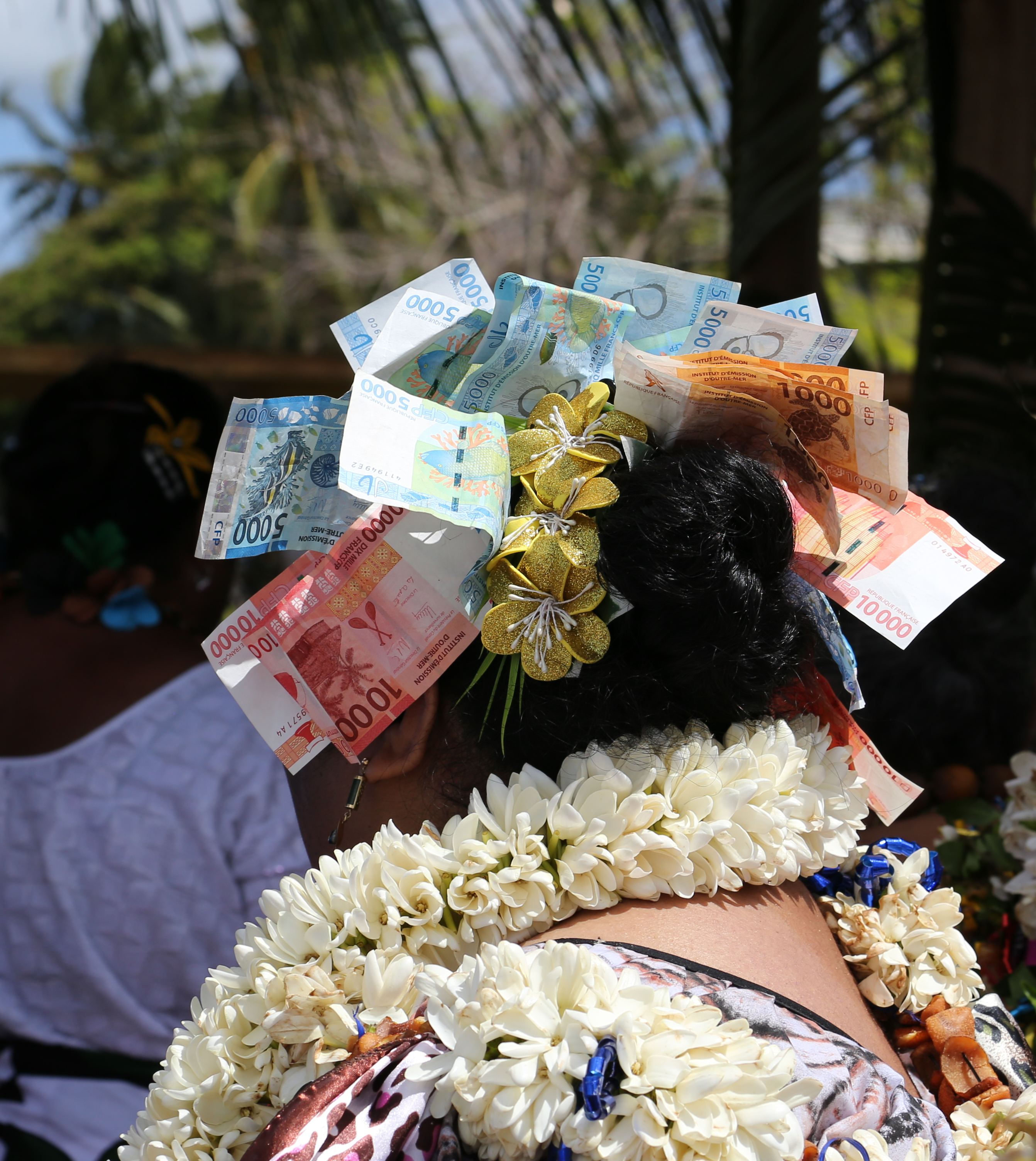
La présence américaine contribue à la monétarisation de la société wallisienne, et l'argent intègre le système de circulation des biens lors des cérémonies traditionnelles comme le katoaga (ici en 2019).

La présence américaine entraîne un grand afflux de dollars à Wallis, et l'argent est intégré aux biens échangés dans le cadre d'un système de don et contre-don qui organise la société wallisienne. Cela se perçoit dans certaines cérémonies coutumières, comme les katoaga, où il devient habituel de glisser des billets dans la coiffure des danseurs et danseuses pour les récompenser.
Certaines infrastructures construites par l'armée américaine sont pérennisées, comme l'aérodrome qui devient à la fin des années 1950 l'aéroport de Wallis-Hihifo.
La présence américaine a également laissé des traces linguistiques : de nombreux emprunts à l'anglais intègrent le wallisien, notamment les mots désignant des produits manufacturés, des véhicules ou des denrées.

### Émigration vers la Nouvelle-Calédonie et fin du protectorat
Pour l'historien Frédéric Angleviel, cette période est avant tout marquée par la découverte d'un autre mode de vie (société de consommation occidentale) et favorise l'émigration de nombreux Wallisiens et Futuniens, qui cherchent à s'émanciper de leurs obligations coutumières. En 1943, le commandement américain souhaite envoyer trois cent travailleurs wallisiens en Nouvelle-Calédonie, mais comme tous ne sont pas volontaires, l'évêque intervient et ce sont finalement 169 hommes, dont 48 Futuniens, qui partent à Nouméa. Après la guerre, cette émigration continue et se renforce ; elle est à l'origine de l'établissement d'une importante communauté wallisienne et futunienne en Nouvelle-Calédonie.
Le protectorat de Wallis-et-Futuna devient de plus en plus « anachronique » et un changement de statut est étudié par les autorités françaises. Approuvé par un référendum en 1959, le statut de Wallis-et-Futuna est voté le 29 juillet 1961, transformant le protectorat en territoire d'outre-mer.

## Mémoire et tradition orale

### Chants
La mémoire de la Seconde Guerre mondiale se perpétue localement à travers des chants, qui jouent un rôle important dans la culture wallisienne. Composés à l'occasion des nombreuses fêtes religieuses et coutumières, ils chroniquent l'actualité et célèbrent des évènements passés, formant le moyen privilégié de la tradition orale. Ils relatent la perception wallisienne de l'actualité à la fois locale et mondiale : certains textes racontent le débarquement américain de 1942, tandis que d'autres chantent le début du conflit mondial, le débarquement de Provence, la libération de Paris en 1944 ou encore les bombardements atomiques sur le Japon. Pour Raymond Mayer et Malino Nau, « le service de communication de l’armée américaine a parfaitement fait son travail quand on mesure le degré de précision des informations livrées par le chant ». Si une partie de ces chants sur la seconde guerre mondiale sont encore entendus dans les années 1970, la plupart disparaissent avec la mort de leurs compositeurs. À Futuna, cette mémoire est davantage vivante car entretenue par la pratique du tauasu, des veillées de joutes oratoires.

### Musée
En 2006, un musée consacré à la Seconde Guerre mondiale à Wallis ouvre ses portes à Mata Utu, le Uvea Museum Association. Une association de vétérans américains ayant servi à Wallis existe également et rassemble 80 membres en 2006.

### Autres références
1. 1 2 3 4 5 6 7 8  Dominique Pechberty, « Le katoaga », Journal de la Société des Océanistes, vol. 106, no 1,‎ 1998, p. 77 (DOI 10.3406/jso.1998.2043, lire en ligne, consulté le 30 décembre 2021).
2. 1 2  Dominique Barbe, Histoire du Pacifique : des origines à nos jours, Paris, Perrin, 2008, 688 p. (ISBN 978-2-262-02558-8 et 2-262-02558-4, OCLC 470934943), p. 655-656.
3. ↑  « Wallis et Futuna (Diocese) [Catholic-Hierarchy] », sur catholic-hierarchy.org (consulté le 14 avril 2022).
4. ↑  Michel Darmancier, « Mgr Alexander Poncet (1884-1973) », Journal de la Société des Océanistes,‎ 1974, p. 120-121 (lire en ligne).
5. 1 2  Jean-Claude Roux, Wallis et Futuna : Espaces et temps recomposés. Chroniques d'une micro-insularité, Talence, Presses universitaires de Bordeaux, 1995, 404 p. (ISBN 2-905081-29-5, lire en ligne), p. 224
6. ↑  Claude Lestrade, « Le ralliement de Wallis à la « France libre » (1942) », Journal de la Société des océanistes, vol. 105, no 2,‎ 1997, p. 199-203 (lire en ligne).
7. 1 2  Marc Soulé, « Les bouleversements de la société coutumière lors de la présence américaine à Wallis (1942 - 1946) », dans Sylvette Boubin-Boyer (dir.), Révoltes, conflits et Guerres mondiales en Nouvelle-Calédonie et dans sa région, L'Harmattan, 2008 (ISBN 9782296051225).
8. 1 2 3 4  (en) Gordon L. Rottman, World War II Pacific Island Guide : A Geo-military Study [« Guide de la Seconde Guerre mondiale dans les îles du Pacifique - Étude géo-militaire »], Greenwood Publishing Group, 2002, 477 p. (lire en ligne), p. 90-92.
9. 1 2  Jean-Claude Roux, Wallis et Futuna : Espaces et temps recomposés. Chroniques d'une micro-insularité, Talence, Presses universitaires de Bordeaux, 1995, 404 p. (ISBN 2-905081-29-5, lire en ligne), p. 225
10. ↑  Institut d'émission d'Outre-mer, L'histoire du franc pacifique, IEOM, 2014 (ISBN 978-2-84577-069-0 et 2-84577-069-3, OCLC 897003198, lire en ligne), p. 15.
11. ↑  « Livre - Jean-José España », sur chateaubriant.org (consulté le 15 février 2016).
12. ↑  Jean-Baptiste Mattei, « Le Ralliement des Îles Wallis », Revue de la France libre, no 99,‎ juin 1957 (lire en ligne).
13. 1 2 3  (en) Building the Navy's Bases in World War II : A History of the Bureau of Yards and Docks and the Civil Engineer Corps, 1940-1946 [« Construire les bases de la marine durant la Seconde Guerre mondiale - Une histoire du bureau des vergues et des ports et du Corps des Ingénieurs Civils »], vol. 2, Washington, US Government Printing Office, 1947, 522 p. (lire en ligne), p. 194-195, 216-218.
14. ↑  (en) James C. Rill, A Narrative History of the 1st Battalion, 11th Marines During the Early History and Deployment of the 1st Marine Division, 1940-43 [« Une histoire narrative du 1er bataillon, 11e Marines pendant les débuts et le déploiement de la 1re division de marine »], Merriam Press, 2003 (ISBN 978-1-57638-317-9, lire en ligne), p. 40.
15. ↑  (en) Gordon L. Rottman, U.S. Marine Corps World War II Order of Battle [« L'ordre de bataille de la marine américaine pendant la Seconde Guerre mondiale »], Greenwood Publishing Group, 2002, 594 p. (lire en ligne), p. 573.
16. 1 2  Alexandre Poncet, « Chapitre XXII. Les Américains à Wallis (1942-1946) », dans Alexandre Poncet, Histoire de l'île Wallis, t. 2, Société des Océanistes, 1977, 1234 p. (ISBN 9782854300949, lire en ligne).
17. 1 2  (en) « Hihifo Airfield (Hi-Hifo, Wallis Airport) », sur pacificwrecks.com, 5 janvier 2011 (consulté le 25 juin 2012).
18. ↑  Hélène Guiot, « Forêt taboue et représentations de l'environnement à 'Uvea (Wallis). Approche ethno-archéologique », Journal de la Société des océanistes, vol. 107, no 2,‎ 1998, p. 179–198 (DOI 10.3406/jso.1998.2057, lire en ligne, consulté le 3 février 2019).
19. 1 2 3 4 5 6 7  Mayer, Nau, Pambrun et Laurent, « Chanter la guerre à Wallis (’Uvea) », Journal de la Société des Océanistes, nos 122-123,‎ 2006, p. 153-171 (DOI 10.4000/jso.614, lire en ligne).
20. ↑  (wls + fr) Karl H. Rensch, Tikisionalio Fakauvea-Fakafalani : Dictionnaire wallisien-français, Archipelago Press, 1984 (lire en ligne), p. 390.
21. ↑  (en) Judith A. Bennett, Natives and Exotics : World War II and Environment in the Southern Pacific [« Autochtones et exotiques - Seconde Guerre mondiale et environnement dans le Pacifique Sud »], Honolulu, University of Hawaï Press, 2009, 439 p. (lire en ligne), p. 146.
22. ↑  Roux 1995, p. 226
23. ↑  Bennett 2009, p. 67.
24. 1 2  Bennett 2009, p. 35.
25. 1 2  Bennett 2009, p. 181.
26. ↑  Jean-Marie Breton (dir.), Patrimoine, tourisme, environnement et développement durable (Europe - Afrique - Caraïbe : Amériques - Asie : Océanie), Éditions Karthala, 2010, 444 p. (lire en ligne), p. 48.
27. 1 2  Anne-Marie d'Hauteserre, « écotourisme communautaire à Wallis et Futuna : peut-on concilier culture, nature et tourisme ? », dans Jean-Marie Breton (dir.), Patrimoine, tourisme, environnement et développement durable (Europe - Afrique - Caraïbe - Amériques - Asie - Océanie), Éditions Karthala, 2010, 444 p. (ISBN 9782811133009, lire en ligne).
28. ↑  Marcel Gaillot, « Futuna. Un isolement pénalisant », Journal de la Société des océanistes, no 135,‎ 2012, p. 265-268 (lire en ligne).
29. 1 2  Raymond Mayer, « Le classement des archives administratives de Wallis-et-Futuna (1951-2000) de Gildas Pressensé », Journal de la Société des Océanistes, no 129,‎ 15 décembre 2009, p. 305–322 (ISSN 0300-953x, lire en ligne, consulté le 18 décembre 2021).
30. ↑  Jean-Christophe Gay, La France d'Outre-mer : Terres éparses, sociétés vivantes, Armand Colin, 6 janvier 2021, 288 p. (ISBN 978-2-200-63126-0, lire en ligne), p. 290.
31. ↑  Raymond Mayer, « Un millier de légendes aux îles Wallis et Futuna et divers centres d'intérêt de la tradition orale », Journal de la Société des Océanistes, vol. 29, no 38,‎ 1973, p. 69–100 (DOI 10.3406/jso.1973.2413, lire en ligne, consulté le 31 juillet 2022).
32. ↑  Jean-Claude Roux, « Un exemple de migration-enracinement dans le Pacifique Sud : la communauté wallisienne et futunienne de Nouvelle-Calédonie », Cahiers de l'ORSTOM, Série Sciences Humaines, vol. 21, no 4,‎ 1985 (ISSN 0008-0403, lire en ligne)